# Sarinda atrata
Sarinda atrata är en spindelart som först beskrevs av Władysław Taczanowski 1871.  Sarinda atrata ingår i släktet Sarinda och familjen hoppspindlar. Inga underarter finns listade i Catalogue of Life.